# 임제노
임제노 (1998년 10월 14일 ~ )는 대한민국의 아역 배우이다.

## 출연 작품

### 드라마
- 2008년 MBC 《그분이 오신다》
- 2010년 KBS 《드라마 스페셜 - 소년, 소녀를 만나다》... 선노민 역
- 2010년 SBS 《나쁜 남자》
- 2010년 MBC 드라마넷 《별순검 시즌3》 ... 무현 역
- 2010년 OCN 《신의 퀴즈 1》... 이준서 역
- 2012년 JTBC 《아내의 자격》... 한결 역
- 2013년 MBC 《여왕의 교실》... 정상택 역
- 2013년 JTBC 《네 이웃의 아내》... 민석 역
- 2015년 KBS2 《그래도 푸르른 날에》... 이정훈 역

### 영화
- 2008년 독립장편영화 《그저 그런 여배우와 대머리남의 연애》
- 2010년 《여의도》... 동네 아이 2 역
- 2015년 《굿바이 그리고 헬로우》... 중학생 도완 역

### 광고
- 대우 푸르지오 아파트
- NH농수산 홈쇼핑
- 수협 홍보 영상
- 켈로그 콘프로스트
- 오레오